# 茲齊斯瓦夫·克日什科維亞克體育場
茲齊斯瓦夫·克日什科維亞克體育場（波蘭語：Kompleks Sportowy "Zawisza" im. Zdzisława Krzyszkowiaka w Bydgoszczy）是一座位於波蘭比得哥什的綜合體育場。它於1960年啟用時，為木製座椅可容納35000至45000人。體育場於2007年至2008年完全重建，目前可容納20247人。
體育場名稱來自波蘭奧運金牌田徑運動員茲齊斯瓦夫·克日什科維亞克。

## 賽事
茲齊斯瓦夫·克日什科維亞克體育場舉辦過許多國際賽事：
- 1999 - 世界少年錦標賽
- 2003, 2017 - 歐洲U23田徑錦標賽 [1]
- 2008, 2016 - 世界青年田徑錦標賽